# Hostelero

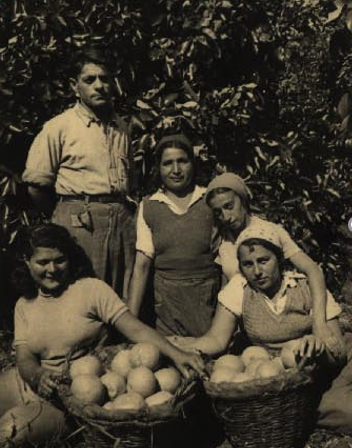
Shoshana Kleiner y sus compañeros de trabajo en Pardes. Trabajando como Hosteleros.

Un hostelero es una persona que posee o dirige un establecimiento hostelero. Hostelero es lo perteneciente o relativo a la hostelería: un conjunto de servicios que proporcionan alojamiento y comida a los clientes; actividad donde se desempeñan trabajos como la elaboración, manipulación y venta al público de productos alimentarios, y servicios de alojamiento. 

## Servicios de hostelería
Formación y requisitos en España
- Dentro de la Formación profesional de Grado Medio completar la rama de Cocina, Pastelería/Panadería o la de Servicio en restaurante y bar.
- Dentro de la Formación profesional de Grado Superior completar la rama de restauración.

## Mercado laboral
Las salidas profesionales son las siguientes:
- Trabajar como:
  - cocinero,
  - camarero,
  - pastelero,
  - panadero,
  - o restaurador independiente.